# Katase
Katase is een plaats in de Estlandse gemeente Alutaguse, provincie Ida-Virumaa. De plaats heeft de status van dorp (Estisch: küla) en telt 95 inwoners (2021).
Tot in oktober 2017 hoorde Katase bij de gemeente Alajõe. In die maand werd Alajõe bij de fusiegemeente Alutaguse gevoegd.
De plaats ligt aan de noordoever van het Peipusmeer.